# Quaternionische projectieve ruimte
In de wiskunde is een quaternionische projectieve ruimte een uitbreiding van de ideeën van reële projectieve - en complexe projectieve ruimten op het geval, waar de coördinaten in de ring van quaternionen H liggen. 
Quaternionische projectieve ruimten van dimensie n worden meestal aangeduid door 
HPn
De quaternionische projectieve ruimte is een gesloten variëteit met (reële) dimensie 4n. De quaternionische projectieve ruimte is op meer dan een manier een homogene ruimte voor een Lie-groepsbewerking.